# Luossajärvi
Luossajärvi is een meer in de Zweedse gemeente Kiruna.
Het circa 260 hectare grote meer ligt ten westen van de stad Kiruna. Ten noordoosten van het meer ligt de Luossaberg. Het meer wordt van stad en berg gescheiden door de Ertsspoorlijn. Het naamelement luossa is het Noord-Samische woord voor zalm, järvi is het Finse woord voor meer.
Een deel van het meer wordt geëxploiteerd door de mijnbouwfirma LSAB, die hier een mijn heeft om naar ijzererts te graven. De ertslaag onder het meer is een deel van de ijzererts dat gelegen is in en onder de Kirunaberg. Ondanks de strenge milieueisen zijn in het meer verhoogde concentraties aangetroffen van sulfaten en nitraten. Een deel daarvan is waarschijnlijk afkomstig van erosie die in het meer zelf plaatsvindt, een ander deel zou aan de mijnbouw toe te schrijven zijn. Hoewel er sporen van vervuiling zijn, wordt er nog wel op kleine schaal gevist in het meer. Met name in de winter is het ijsvissen populair onder de plaatselijke Zweedse bevolking, maar ook Saami vissen dan nog weleens. De stand aan beek- en meerforel is in de loop der jaren uitgedund. De mijnbouwfirma zet echter elk jaar nieuwe exemplaren uit om de voorkomen dat ook andere vissen uitsterven. Uiteraard gebeurt dat ook om de bevolking van Kiruna te paaien.
Het meer watert af via het riviertje Luossajoki, dat aan de zuidoostpunt ontstaat. Het meer bestaat niet alleen uit open water, sommige delen zijn moerassig.
Afwatering: meer Luossajärvi → Luossajoki → Torne → Botnische Golf